# Nothosauroidea
Nothosauroidea (ou Nothosauria) é uma ordem de répteis marinhos pré-históricos do período Triássico. Com corpos alongados que chegavam a três metros de comprimento, pescoço longo e patas transformadas em nadadeiras, especula-se que esses animais viviam como as focas de hoje, nadando no mar para pegar comida, mas passando também boa parte do tempo em terra, nas costas arenosas ou rochosas. Eles eram decididamente carnívoros e mais provavelmente se alimentavam de peixes. Todos os notossauros foram extintos no final do triássico, dando lugar aos mais adaptados plesiossauros.

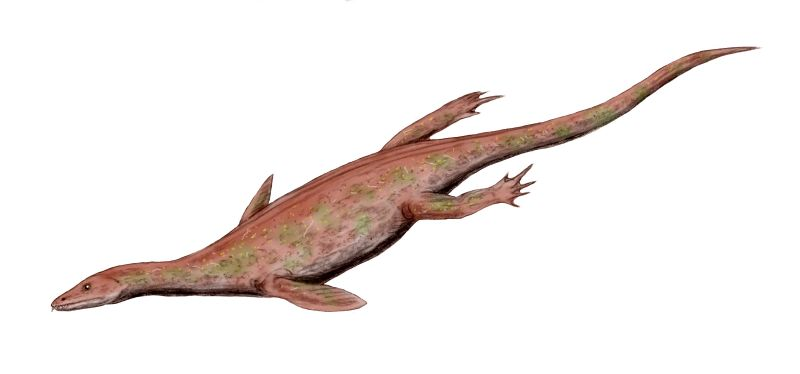
Lariosaurus